# (4780) Polina
(4780) Polina est un astéroïde de la ceinture principale.

## Description
(4780) Polina est un astéroïde de la ceinture principale. Il fut découvert le 25 avril 1979 à Naoutchnyï par Nikolaï Tchernykh. Il présente une orbite caractérisée par un demi-grand axe de 2,17 UA, une excentricité de 0,06 et une inclinaison de 4,7° par rapport à l'écliptique.

## Compléments